# Year of the Horse (documentaire)
Pour plus de détails, voir Fiche technique et Distribution.
Year of the Horse est un film documentaire de Jim Jarmusch retraçant la tournée de Neil Young et Crazy Horse en 1996.
Les concerts ont été filmés en Europe et aux États-Unis. Les interviews et les séquences en coulisse ont aussi été, pour la plupart, réalisées pendant cette tournée, mis à part quelques éléments datant de 1976 et 1986. Le film est produit par L. A. Johnson.
Hommage au rock transcendantal du groupe Neil Young et Crazy Horse dont Jim Jarmusch est un fervent fan. À propos de la partition que Neil Young a composée pour Dead Man en 1995, Jim Jarmusch parle d’une musique puissante « qui a donné au film une nouvelle dimension ».

## Album homonyme
Year of the Horse est également un album live de Neil Young et Crazy Horse sorti en 1997.